# David Haye
David Deron Haye, född 13 oktober 1980 i Bermondsey, London, England är en brittisk före detta professionell boxare som år 2008 som innehavare av tre av de stora boxningsorganisationernas bälten kunde kalla sig "obestridd världsmästare i Cruiservikt". Under en period åren 2009–2011 höll Haye även WBA:s tungviktstitel.
Under sin karriär besegrade Haye sex världsmästare från olika viktklasser, bland dem Enzo Maccarinelli, Nikolaj Valujev och John Ruiz.

## Boxningskarriär

### Cruiservikt
Haye började sin boxningskarriär som amatör på boxningsgymmet Fitzroy Lodge Boxing Club i Lambeth i södra London, där han snabbt imponerade och säkert vann sina första matcher. År 1999 deltog en 18-årig Haye i VM i Houston, Texas i USA i klassen lätt tungvikt, men blev här besegrad av den erfarne amerikanen Michael Simms tidigt i tävlingen.
Vid 2001 års VM i Belfast, Nordirland deltog Haye i tungviktsklassen där han slog världsklassboxaren Sebastian Köber för att nå finalen där han gav kubanen Odlanier Solis en stående räkning till åtta innan han själv stoppades från att fortsätta i rond tre. En silvermedalj blev ändå belöningen för den unge Haye. 
Baserad i Bermondsey, London i England, blev Haye vid en ålder av 22 år professionell i december 2002 när han i sin första match besegrade landsmannen Tony Booth. År 2003 vann engelsmannen 7 matcher varav två blev de enda han i sin karriär kom att utkämpa i USA. Han vann alla genom knockout, den mest anmärkningsvärda en fjärderonds KO-seger över Danmarks Lolenga Mock där Haye tidigt i matchen själv hade synat golvet.
Hayes matcher visades nu regelbundet på BBC och hans popularitet växte än mer under 2004 när han enkelt avfärdade den 39-årige gamle ex-mästaren "Kung" Arthur Williams på teknisk knockout i rond 3. Senare samma år, i sin elfte proffsmatch, åkte Haye på sitt första stora bakslag i karriären då han förlorade mot den 40-årige förre WBO-mästaren Carl Thompson. Haye hade börjat starkt och överöst Thompson med slag men när kraften sinade kunde den mer rutinerade boxaren avgöra med endast sju sekunder kvar av femte ronden; detta efter att Haye lett stort på poäng.

#### Europamästare
Haye kom sedan tillbaka och efter fyra raska segrar var han framme i en match om EM-titeln i cruiservikt mot Alexander Gurov. Haye slog enkelt ut mästaren med en enda höger efter endast 45 sekunder. Segern var den hårdslående brittens 14e av 15 möjliga, alla vunna på KO, teknisk knockout eller genom att motståndaren givit upp.
Haye försvarade sedan framgångsrikt sin EBU-titel mot Lasse Johansen, Ismail Abdoul och den framtida världsmästaren Giacobbe Fragomeni; den sistnämnda matchen sågs även som en kvalificeringsmatch för en match om WBC:s världsmästarbälte. Abdoul blev för övrigt den förste av endast två boxare att stå tiden ut mot Haye i en match som britten gått segrande ur.
Hayes första match i tungvikt, i april 2007, resulterade i en imponerande förstaronds KO-vinst över Polens Tomasz Bonin som då var rankad som nr 9 av WBC och endast ståtade med en förlust på sin matchlista.

#### Världsmästare
Haye utmanade den 10 november 2007 Jean-Marc Mormeck om WBA:s, WBC:s och The rings cruiserviktstitlar. Matchen vann Haye genom knockout i den sjunde ronden trots att britten själv blivit nedslagen i den fjärde. Segern bekräftade Haye som en boxare av verklig världsklass. Endast fem månader senare mötte han den andre mästaren i cruiserviktsklassen, walesaren Enzo Maccarinelli, i en match som skulle förena alla titlarna hos samme man. Hayes WBA, WBC, och Ring-titlar stod på spel, liksom Maccarinellis WBO-titel. Då båda boxarna var hårdslående med mestadels KO-segrar att se tillbaka på, förutspåddes en kort match. Förutsägelsen visade sig vara korrekt då Haye slog ut Maccarinelli redan i den andra ronden.

### Tungvikt
Haye beskrev segern över Maccarinelli som "den sista pusselbiten" i hans Cruiserviktspussel och han tog nu det definitiva steget upp i tungviktsklassen. Monte Barrett besegrades på O2 Arena i London i november 2008 genom en TKO-vinst i rond 5 och strax därefter bekräftade WBC-tungviktsmästaren Vitalij Klytjko att han skulle försvara sin titel i en match mot Haye den 20 juni 2009 på Stamford Bridge i London. Men matchen ställdes in och istället gick ukrainarens yngre bror, WBO-, IBO- & IBF-tungviktsmästaren Wladimir Klitschko, med på att möta Haye samma datum i Gelsenkirchen i Tyskland. Haye drog sig dock ur kampen på grund av en ryggskada.

#### WBA-mästare
Haye bekräftade snart att han nu ändå skulle gå en titelmatch; mot WBA-mästaren Nikolaj Valujev den 7 november 2009 i Nürnberg i Tyskland, där han skulle komma att väga in på 98 kg, 45 kg mindre än sin motståndare. Inför matchen menade Haye att hans kommande motståndare var "chockerande ful": "Han är den fulaste jag någonsin har sett. Jag har sett Sagan om Ringen och filmer med konstiga människor, men för en människa att se ut som han gör är ganska chockerande". Trots underläge viktmässigt vann Haye matchen och därmed VM-titeln efter en uppvisning i noggrannhet och effektivitet med jabbar och cirklande runt den store ryssen. Britten fick segern genom majoritetsbeslut och siffrorna 114-114, 116-112 och 116-112.
Den 3 april 2010 besegrade Haye amerikanen John Ruiz i sin första titelförsvar; detta på Manchester Arena via en TKO-seger i den nionde ronden. Efter matchen utmanade Haye de båda Klitschko-bröderna, hävdande att deras senaste utmanare, Eddie Chambers och Chris Arreola, var "en skam för boxningen".
Haye tog sig nu an Audley Harrison i november 2010 i ett nytt titelförsvar på Manchester Arena. Matchen tog slut med en minut och sju sekunder kvar av den tredje ronden då Harrison TKO-besegrades efter att domaren ingripit och stoppat matchen.
Hayes planer på att ena tungviktstiteln fick en skjuts i rätt riktning då det i april 2011 bekräftades att han kommit överens med Wladimir Klitschko om ett flertitelmöte på Imtech Arena i Hamburg den 2 juli 2011. Matchen gällde WBA-, IBF-, WBO- och The Rings tungviktstitlar och skulle bli det första "enandet" av minst två titlar i tungviktsdivisionen sedan Klitschko besegrat Sultan Ibragimov år 2008. Haye fick dock ge sig mot den rutinerade ukrainaren som genom ett enhälligt beslut tog segern och nu kunde ikläda sig fyra mästarbälten. Haye påstods senare att han under matchen hade lidit av en bruten tå som hämmat honom från att röra sin bakre fot, och han visade lite eller inget av sin vanliga explosivitet i ringen. De officiella resultatet blev 118-108, 117-109 och 116-110, alla siffror till förmån för Klitschko.

#### Avslutad karriär och comebacker
Haye avslutade efter Klitschko-mötet officiellt sin karriär, blott 30 år gammal. Han menade att en comeback skulle vara möjlig, men endast om han fick möta Klitschko-broder nummer två, Vitalij. Matchen kom dock aldrig till stånd. Likväl trädde Haye ur sin pensionering då han i en comebackmatch i juli 2012 TKO-besegrade landsmannen Derek Chisora i den femte ronden på Upton Park i West Ham, England.
Efter ytterligare 3,5 års bortovaro från ringen var Haye i januari 2016 tillbaka i ett nytt comebackförsök då han i O2 Arena i London besegrade Mark de Mori via KO i första ronden.
I juni 2018 tillkännagav Haye att han ämnade sluta med boxning för gott. Upprepade skador karriären igenom uppgavs som en orsak.

## Boxningsstil
Haye hade en oortodox boxningsstil som grundade sig på hans snabbhet och väl byggda kropp, vilket också medförde att han besatt en stor slagstyrka.

## Utanför ringen
Haye är barn till en engelsk mor och jamaicansk far och växte upp i Bermondsey i London under större delen av sin barndom. Han har en äldre syster Louisa och en yngre bror James.
Haye bor i Beckenham, London, är gift med Natasha och har en son som heter Cassius - uppkallad efter Cassius Clay. Han stöder Londonfotbollslaget Millwall.
I början av 2014 blev Haye vegan och lanserade också sitt eget utbud av veganprotein. När han gav upp ätandet av animaliska produkter i början av 2014 var han öppen med sina skäl för detta. "Jag såg en TV-dokumentär om hur djuren föds, dödas och förbereds för oss att äta", förklarade han. "Jag såg alla dessa kor och grisar och insåg att jag inte kunde vara en del av det längre. Det var hemskt. Jag gjorde en del efterforskningar för att se till att jag kunde ändå få tillräckligt med protein för att kunna slåss, och när jag var övertygad om att jag kunde det, slutade jag äta kött. Jag kommer aldrig att gå tillbaka".

### Webbsidor
- Haye på boxrec.com